# کلو (ورزقان)
کلو یکی از روستاهای استان آذربایجان شرقی است که در دهستان دیزمار مرکزی بخش خاروانا شهرستان ورزقان واقع شده‌است.